# Omofonia (linguistica)
In linguistica, l'omofonia (dal greco homóphōnos, composto di homós «simile» e phōné «suono») è la relazione che c'è tra due parole che hanno la stessa pronuncia ma significato diverso.

## Esempi
Un esempio, in italiano, è la parola miglio: il miglio è sia una pianta sia un'unità di misura. A due significati – e etimi: mĭlĭum (cereale) vs. milia (plurale di mille) – diversi corrisponde una stessa parola (miglio) che si pronuncia e si scrive allo stesso modo. In questo caso, le due parole sono «omonime»: sono cioè uguali sia per grafia («omografia») sia per pronuncia («omofonia»), pur avendo due significati diversi. Non ci sono, di solito, ambiguità, quando tali parole sono inserite in un contesto (per esempio, mangiare il miglio vs. correre l'ultimo miglio).
Altri esempi di omofonia sono: anno e hanno, entrambe pronunciate /ˈanno/; l'ago e lago, pronunciate /ˈlaɡo/; ceco e cieco, pronunciate /ˈʧɛ.ko/; la normale e l'anormale, pronunciate /lanorˈmale/. Un caso emblematico – in italiano neutro (o standard) – è anche /alˈlɛtto/ [alˈlɛtːto], cui possono corrispondere ben sei grafie diverse: <a letto>, <al letto>, <all'etto>, <alletto>, <ha l'etto> (in pronuncia tradizionale, con cogeminazione di ha /a/ davanti all'articolo determinativo l[o]), <ha letto>.
Un altro esempio in italiano, è presente nel sonetto Erano i capei d'oro a l'aura sparsi composto nel 1342 da Francesco Petrarca: nel primo verso del sonetto, infatti, il termine aura è un'omofonia che mette in relazione il nome Laura (figura stilnovistica di Petrarca) e la parola aura.